# Українські онлайн-бібліотеки
|  | Службовий список статей, створений для координації робіт з розвитку теми. Це попередження не встановлюється на інформаційні списки і глосарії. |

Українські онлайн-бібліотеки — бібліотеки в Інтернеті, що містять твори українською мовою. Твори доступні в електронному форматі: HTML, PDF, DjVu, Txt, FB2, EPUB, DOC та інші.

## Список посилань

### Вікі-проекти
- ВікіДжерела — вільні тексти українською мовою.
- Вікіпідручник — вільна бібліотека підручників українською мовою.

### Відкриті електронні бібліотеки
- Національна бібліотека України імені В. І. Вернадського — окрім електронного каталога бібліотеки з 433 тис. записів, містить повнотекстові автореферати дисертацій (43,8 тис.), статті з періодичних видань (18,6 тис.), книги та тексти (400).
- Електронна бібліотека «Культура України» — електронна бібліотека Національної парламентської бібліотеки України.
- Е-ресурси Інституту історії України НАН України — електронні версії досліджень та монографій сучасних українських істориків, енциклопедичних видань, українська історична періодика.
- Вінницька обласна універсальна наукова бібліотека ім. К. А. Тімірязєва
- Кіровоградська обласна універсальна наукова бібліотека імені Д. І. Чижевського [Архівовано 20 лютого 2009 у Wayback Machine.] — багато джерел з історії краю та рідкісних творів у форматі html і djvu, твори місцевих авторів у PDF.
- Електронна бібліотека [Архівовано 6 березня 2019 у Wayback Machine.] Публічної бібліотеки імені Лесі Українки м. Києва
- Видання ЧДУ імені Петра Могили — україномовні підручники, посібники, методична література, статті та наробки вчених університету.
- Електронна бібліотека української літератури Університету Торонто — класична художня література, архіви, історія.
- Івано-Франківська центральна міська дитяча бібліотека [Архівовано 15 травня 2011 у Wayback Machine.] — вірші та оповідання для дітей, загадки, різноманітні пізнавальні статті дітям про Україну, що стануть у нагоді при підготовці до шкільних ранків, тематичних вечорів та й просто для загального розвитку.
- Сокальська районна центральна бібліотека ім. В. Бобинського [Архівовано 1 квітня 2022 у Wayback Machine.] — містить лише вірші і критику В. Бобинського.
- Відродження — Книги онлайн [Архівовано 21 січня 2010 у Wayback Machine.] — бібліотека видавництва «Відродження» (Дрогобич).
- Електронна бібліотека Інституту журналістики КНУ [Архівовано 20 липня 2015 у Wayback Machine.] — невелика кількість, переважно періодичних видань.

### Окремі видання
- Журнал «Всесвіт» [Архівовано 12 лютого 2010 у Wayback Machine.]
- Незалежний культурологічний часопис «Ї» [Архівовано 27 жовтня 2005 у Wayback Machine.] — архіви часопису.
- Альманах україномовної фантастики «Das ist fantastisch!» [Архівовано 18 січня 2015 у Wayback Machine.] — архіви часопису.

### Химерна
- Аргонавти всесвіту [Архівовано 20 квітня 2009 у Wayback Machine.] — фантастика українською мовою.(з рекламою)

### Спеціалізовані колекції
- Цифрова бібліотека "Стародрук" - оцифровані видання українських стародруків виданих на території України з 1574 по 1800 роки.
- Архів старих газет [Архівовано 2 квітня 2022 у Wayback Machine.] — старі українські газети.
- Бібліотека пана Більбо [Архівовано 9 листопада 2005 у Wayback Machine.] — Толкін українською.
- Біблія українською, переклад Івана Огієнка [Архівовано 29 жовтня 2013 у Wayback Machine.]
- Література рідного краю (Донбас)[недоступне посилання з 13.12.2017]
- Онлайн-бібліотека Товариства «Вартова башта» [Архівовано 21 жовтня 2018 у Wayback Machine.] — онлайн-бібліотека для дослідження публікацій Свідків Єгови.
- Перекладач з японської Ігор Дубінський [Архівовано 8 листопада 2017 у Wayback Machine.] — переклади японських художніх творів українською та російською.[недоступне посилання з 13.12.2017]
- Т. Г. Шевченко, «Кобзар»[недоступне посилання з 13.12.2017]
- Life, and Death, and Giants… [Архівовано 19 грудня 2005 у Wayback Machine.] — конкурс Рукомесло, з конкурсовою сучасною поезією, драми, публіцистика, художня проза.
- Онлайн-бібліотека книг про місто Дрогобич [Архівовано 17 листопада 2015 у Wayback Machine.][недоступне посилання з 13.12.2017]
- Студрада — коаліція юристів [Архівовано 20 вересня 2010 у Wayback Machine.] — юридична онлайн бібліотека дисертацій та літератури.[недоступне посилання з 13.12.2017] - взагалі ігри відкриваються!!!
- Цифрова бібліотека «Київ» [Архівовано 17 березня 2019 у Wayback Machine.] — он-лайн бібліотека оцифрованих видань про Київ, створена на базі Публічної бібліотеки імені Лесі Українки м. Києва

### Діаспора
- Diasporiana — бібліотека електронних копій друкованих книг української діаспори, переважно давніх, всі книги доступні у форматі pdf або djvu.
- Електронна бібліотека української діяспори [Архівовано 7 листопада 2012 у Wayback Machine.] — книжки‚ журнали‚ альманахи‚ газети (не діє з 2016 року).

### Для дітей
- Читанка [Архівовано 23 липня 2011 у Wayback Machine.] — дитяча публічна онлайн-бібліотека, яка містить відскановані копії книжок, що були видані давно.
- «Весела абетка» [Архівовано 2 грудня 2009 у Wayback Machine.] — інтернетова читанка.
- Шкільні підручники — безкоштовна бібліотека підручників в електронному вигляді.
- Українська казка [Архівовано 29 червня 2015 у Wayback Machine.] — тексти казок.
- Літературні казки світу [Архівовано 22 листопада 2015 у Wayback Machine.] — безкоштовна онлайн-бібліотека літературних казок. [недоступне посилання з 13.12.2017]

### Історія
- Ізборник [Архівовано 10 грудня 2012 у Wayback Machine.] — історія України IX—XVIII ст. Першоджерела та інтерпретації. Також є переклад Швейка українською [Архівовано 15 жовтня 2016 у Wayback Machine.].
- Нариси Історії України [Архівовано 14 серпня 2013 у Wayback Machine.] — доступні вільно підручники з історії.
- Електронний архів українського визвольного руху [Архівовано 26 квітня 2014 у Wayback Machine.] — документи ОУН, УПА, УГВР, НКВД-МГБ-КГБ, гестапо тощо.

### Мистецтво
- Бібліотека українського мистецтва — онлайн-бібліотека, складається з електронних копій (у форматі pdf) книг і журналів про українське мистецтво та українських художників; біографічних довідок про українських митців, фотографій та ілюстрацій.

### Мовознавство
- Книгосховище українського мовця [Архівовано 23 липня 2008 у Wayback Machine.]
- Теорія і практика перекладу — мовознавство.

### Наукові
- Бібліотека Всеукраїнської експертної мережі [Архівовано 23 листопада 2009 у Wayback Machine.]
- Громадівська бібліотека [Архівовано 29 травня 2019 у Wayback Machine.] — бібліотека проґресивної літератури: історія, релігієзнавство, філософія, художні твори
- Електронна бібліотека Ротаркт клубу «Ужгород» [Архівовано 5 березня 2022 у Wayback Machine.] — ресурс, який містить україномовну літературу наукового характеру (медицина, філологія, література, математика тощо).
- Українська технічна література [Архівовано 26 грудня 2012 у Wayback Machine.] — дещо по технічних галузях.
- Електронна бібліотека [Архівовано 3 квітня 2022 у Wayback Machine.] Національної академії педагогічних наук України — сучасні наукові дослідження з педагогіки, психології, дефектології та інших гуманітарних наук.

### Поезія
- Поетика [Архівовано 29 серпня 2012 у Wayback Machine.] — багато класичної і сучасної української поезії.
- Бібліотека кошового писаря [Архівовано 11 листопада 2005 у Wayback Machine.] — українська поезія.
- Клуб поезії [Архівовано 11 серпня 2015 у Wayback Machine.] — сайт для поетів та прозаїків, що містить також бібліотеку творів відомих авторів [Архівовано 30 серпня 2015 у Wayback Machine.]
- Поетичні Майстерні [Архівовано 8 березня 2022 у Wayback Machine.] — сайт для поетів, проте також є велика бібліотека визнаних авторів.

### Пісні
- Українські пісні [Архівовано 10 грудня 2014 у Wayback Machine.] — тексти та ноти.
- Наше [Архівовано 8 вересня 2010 у Wayback Machine.] — тексти та ноти.

### Світова література
- AeLib [Архівовано 16 грудня 2011 у Wayback Machine.] — бібліотека світової літератури — оригінали та переклади.

### Фольклор
- Українські народні пісні [Архівовано 4 січня 2010 у Wayback Machine.] — тексти та ноти українських народних пісень за розділами.
- Українські народні казки [Архівовано 18 квітня 2009 у Wayback Machine.] — тексти казок регіонів України, демонологічні розповіді, народні оповідання, легенди та повір'я.

### Загальні
- Е-бібліотека «Чтиво» — безкоштовна україномовна література на всі смаки.
- Українська література [Архівовано 13 грудня 2021 у Wayback Machine.]
- Бібліотека «Літера» [Архівовано 6 листопада 2017 у Wayback Machine.] — колекція українських оцифрованих книг у форматах: pdf, djvu.
- «Відкрита книга» [Архівовано 6 вересня 2013 у Wayback Machine.] — електронна бібліотека класики української та світової літератури.
- «Віртуальна Русь»
- Книги українською мовою [Архівовано 5 квітня 2013 у Wayback Machine.] — бібліотека книг українською мовою у форматі doc.
- Література Бібліотека Українського Центру [Архівовано 26 жовтня 2011 у Wayback Machine.] — велика динамічна бібліотека, з можливістю додавання творів, коментарями та відгуками. Налічує понад 12000 творів більше 2000 авторів.
- Онлайн бібліотека txt, fb2, epub, doc, jar(java) книг українською мовою [Архівовано 5 лютого 2012 у Wayback Machine.]
- Українська книга [Архівовано 19 вересня 2019 у Wayback Machine.] — електронна бібліотека україномовної літератури у форматах pdf та djvu
- УКРЛІТ.ORG [Архівовано 3 квітня 2022 у Wayback Machine.] — Публічна електронна бібліотека української художньої літератури. Авторів: 121, Творів: 2365, Слів у словнику: 1117.
- УкрЛіб — Бібліотека Української Літератури [Архівовано 7 серпня 2015 у Wayback Machine.] — є також переклади іноземних авторів, твори сучасних маловідомих письменників.
- Українське життя в Севастополі Бібліотека ім. Марії Фішер-Слиж [Архівовано 1 грудня 2010 у Wayback Machine.] — художня література, україністика, історія, публіцистика.
- Українська проза на Ліб. Ру [Архівовано 24 листопада 2005 у Wayback Machine.] — каталог української прози у форматі txt.
- УкрКнига — навчальні матеріали вищих навчальних закладів України, книги видатних політиків та цікава художня література.
- BIBLOS [Архівовано 18 жовтня 2010 у Wayback Machine.] — україномовна Е-бібліотека. Література усіх жанрів, напрямків. Також наявні самвидав, переклади, статті з бібліотечної справи, та все, що стосується бібліотек (електронних теж).
- Exlibris [Архівовано 24 травня 2020 у Wayback Machine.] українська електронна бібліотека: історія, публіцистика, художня література.
- Українська література класичних та сучасних письменників [Архівовано 31 серпня 2015 у Wayback Machine.]
- Бібліотека на сайті Херсонського обласного об'єднання Всеукраїнського товариства «Просвіта» ім. Тараса Шевченка
- ДО УКРАЇНЦІВ — мала кількість текстів
- OnlyArt [Архівовано 11 серпня 2015 у Wayback Machine.] — переважно поезія, нарівні з відомими авторами, багато сучасників.
- Libruk Українська електронна бібліотека [Архівовано 15 жовтня 2018 у Wayback Machine.] — зібрав твори різних за жанром і часом українських письменників-класиків і сучасних авторів
- 1576.ua [Архівовано 3 жовтня 2019 у Wayback Machine.] — постійно оновлювана електронна Бібліотека Українського світу.
- Українська Вільна Бібліотека (не діє з 2014)
- Книги українською — група «Вконтакті». Тут зібрані книги виключно українською мовою. Будь-яких жанрів. Гарний вибір електронних форматів.
- Lib.com.ua [Архівовано 7 жовтня 2021 у Wayback Machine.] — Бібліотека української та зарубіжної літератури. Твори української та зарубіжної класики.

### Списки бібліотек
- КЕБУ [Архівовано 15 квітня 2018 у Wayback Machine.] — команда електронних бібліотек України (КЕБУ).
- Розділ українських бібліотек у каталогу сайтів dmoz.org [Архівовано 13 березня 2017 у Wayback Machine.]